# Sean Hardman
Pas d'image ? Cliquez ici

a Compétitions nationales et continentales officielles uniquement.

b Matchs officiels uniquement.
Dernière mise à jour le 23 juillet 2018.
Sean Hardman, né le 6 mai 1977 à Brisbane, est un joueur de rugby à XV international australien, ayant joué dans le Super Rugby avec les Queensland Reds entre 2000 et 2010. Il occupe le poste de talonneur (1,83 m pour 105 kg). 

## Carrière

### En club
- 2000-2010 : Queensland Reds[2]

Il a disputé 12 matchs de Super 14 en 2006, 10 matchs de Super 12 en 2005 et 11 en 2004.

### En équipe nationale
Il a effectué son premier test match le 29 juin 2002 contre l'équipe de France. Il fait partie de la sélection australienne qui dispute le Tri-nations 2006. Il dispute la coupe du mon de 2007 où il joue un match.

## Palmarès

### En club et province
- 148 matchs de Super Rugby avec les Reds.

### En équipe nationale
- Nombre de matchs avec l'Australie : 4.
- 0 point.
- Sélections par année : 1 en 2002,  1 en 2006 et 2 en 2007.
- Participation à la coupe du monde 2007 (1 match, 0 comme titulaire)